# Falsa porta

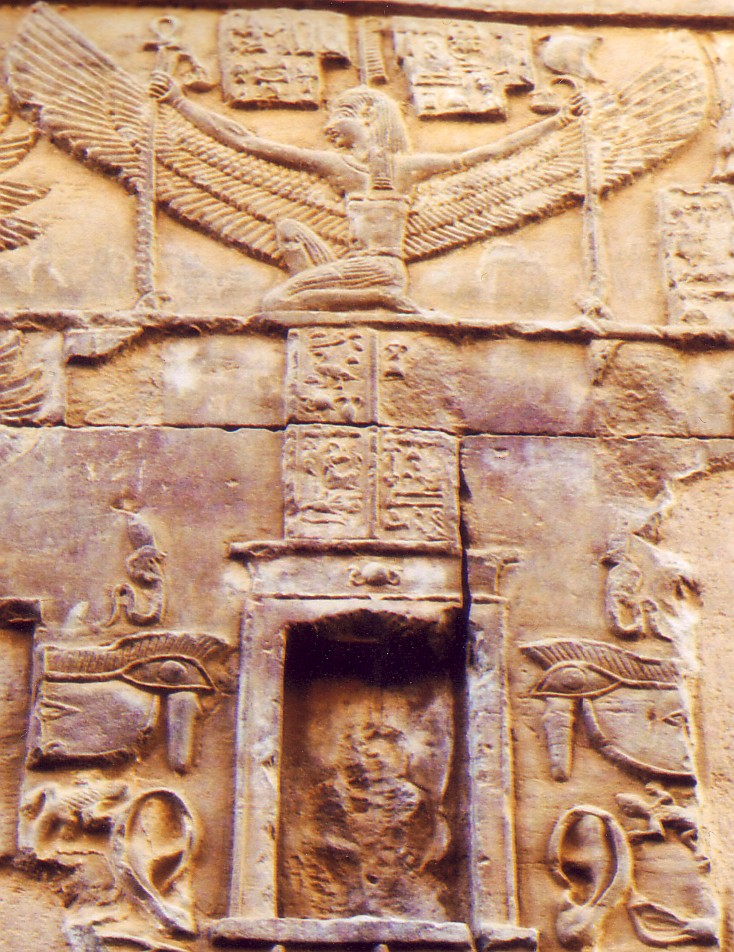
La falsa porta posta sul retro del Tempio di Kôm Ombo

La falsa porta è un elemento architettonico in pietra o legno raffigurante una simbolica porta che con la sua magica funzione consentiva al Ka del defunto di transitare, attraverso la via dell'Aldilà, dal regno dei morti a quello dei vivi e viceversa.

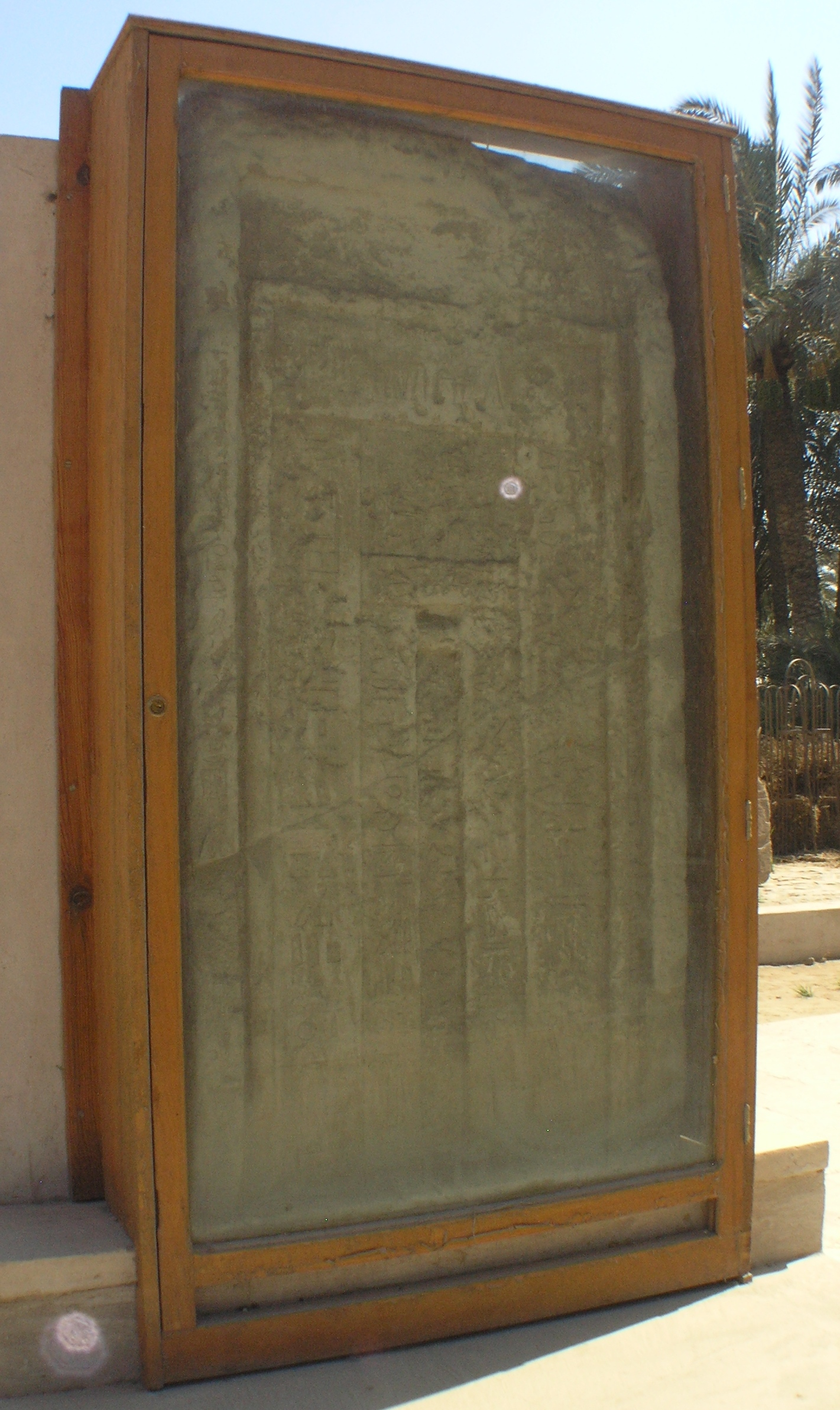

Nel periodo protodinastico di Naqada e a partire dalla I dinastia compare sui serekht una facciata di palazzo stilizzata che reca due ingressi, simboleggianti l'unificazione dell'Alto e Basso Egitto.
L'ingresso raffigurato era quello monumentale del palazzo reale che veniva riprodotto, in maniera ridotta, sulla cinta muraria del tempio funebre per consentire al sovrano defunto di ritornare nel suo palazzo attraverso la falsa porta.
Il motivo della facciata di palazzo era nell'Antico Regno riprodotto nella sola porta in ambito funerario e aveva anche qui lo scopo di consentire al Ka del defunto di tornare tra i vivi per raccogliere il cibo posto sulla Tavola delle offerte, situata vicino alla porta.
Questa falsa porta era all'inizio semplicemente dipinta e situata vicino a un'apertura nel muro che consentiva di deporre le offerte votive ma successivamente questi due elementi si fusero dando origine alla falsa porta propriamente detta.

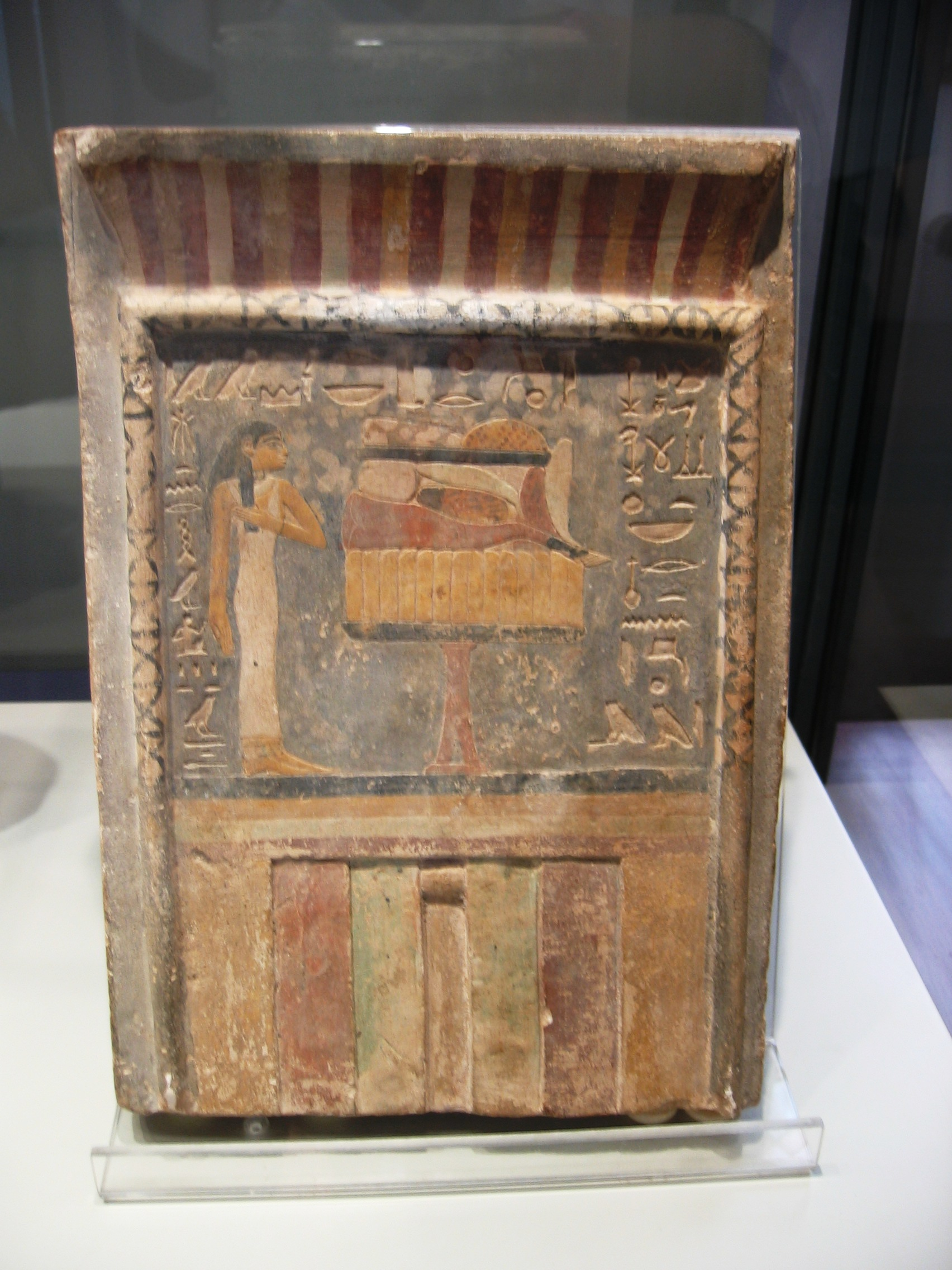

Se le offerte indispensabili alla vita del defunto non venivano effettuate, questi poteva utilizzare la lista degli alimenti incisa sulla porta insieme alle varie formule.
La disposizione di queste ultime era sempre la stessa: nella parte superiore vi erano il nome e i titoli del defunto, a destra sullo stipite la formula dell'offerta a Osiride, a sinistra la formula dell'offerta ad Anubi e sulle lastre laterali del finto varco vi erano immagini del defunto con la sua famiglia.
Tra le lastre laterali e sotto l'architrave era rappresentata una stuoia arrotolata che in origine era posta fuori della mastaba e sulla quale venivano poste le offerte ma che fu poi sostituita, per motivi pratici, dalla Tavola delle offerte in pietra.
La porta era sovente guarnita in alto da una cornice arrotondata e decorata che simboleggiava la casa del defunto, sotto vi era la stele funebre con l'immagine del defunto, spesso seduto su un sedile di presentazione, davanti alla tavola imbandita e con incise le tradizionali formule funebri.
Durante il Medio Regno appariva scolpita sulla porta anche la biografia del defunto, che ha consentito agli studiosi di ricostruire fatti e contesti storici, elementi estremamente importanti per ricomporre il grande mosaico della civiltà egizia.
Celebre la falsa porta di Mehu, visir nel regno di Teti della VI dinastia, decorate da rilievi policromi sia nelle immagini sia nei geroglifici e dove il defunto è rappresentato davanti alla tavola delle offerte sulla quale sono posati alti pani.
Un altro bell'esempio si trova nella mastaba di Hesyra dove la falsa porta ha i battenti in legno riccamente decorati con bassorilievi raffiguranti il defunto.
A partire dalla fine dell'Antico Regno comparve la stele detta a falsa porta e durante il periodo ramesside, dinastie XIX e XX, la stele con la raffigurazione del defunto fu collocata all'esterno della tomba e la falsa porta non fu più rappresentata.